# Sulfonamidová antibiotika

Sulfanilamid, základní sloučenina, od níž jsou odvozeny různé sulfonamidy

Sulfonamidy jsou rozsáhlá skupina antibiotik obsahujících sulfonamidovou skupinu –SO2–NH2. Jsou odvozené od sulfanilamidu. Tyto látky působí na mikroby bakteriostaticky, pomocí kompetitivní inhibice zamezují správnému průběhu cyklu kyseliny listové. Ve většině případů však sulfonamidy byly již nahrazeny účinnějšími a méně toxickými léky.